# Xanthopimpla crassipuncta
Xanthopimpla crassipuncta är en stekelart som beskrevs av Wang och Huang 1993. Xanthopimpla crassipuncta ingår i släktet Xanthopimpla och familjen brokparasitsteklar. Inga underarter finns listade i Catalogue of Life.